# Dun Carloway (Broch)
Dun Carloway (schottisch-gälisch: Dùn Chàrlabhaigh) ist ein Broch im Distrikt von Carloway an der Westküste der Isle of Lewis in Schottland.
Es ist ein bemerkenswert gut erhaltenes Broch – an der Ostseite erreichen Teile der Mauer immer noch eine Höhe von neun Metern. An manchen Stellen gibt es auch modernere Reparaturen an der Ostwand. Dun Carloway wurde wahrscheinlich im 1. Jahrhundert v. Chr. erbaut; eine Radiokarbondatierung des erhaltenen Brochs bewies, dass es um 1300 n. Chr. besetzt wurde. Die Basis des Brochs misst 14 bis 15 Meter im Durchmesser und die Mauern sind drei Meter dick. Es hat einen kreisförmigen Grundriss und hohle Wände und wurde ohne Mörtel gebaut. Das Broch hatte wahrscheinlich hölzerne Böden, Innenwände und ein Strohdach, die notwendig sind, um es bewohnbar zu machen, aber der einzige verbleibende Beweis dafür sind Löcher. Zusammen mit dem Dach war der schmale Durchgang vermutlich durch eine Holztür gesichert, sie waren die am meisten gefährdeten Stellen des Gebäudes, besonders vor Feuer.
Dun Carloway war bis 1887 in Staatsbesitz und befindet sich nun in der Hand von Historic Scotland. Er ist als Scheduled Monument geschützt.